# Chetogena metallica
Chetogena metallica là một loài ruồi trong họ Tachinidae.